# Olivia Gadecki
Olivia Gadecki (født 24. april 2002 i Gold Coast, Australien) er en professionel tennisspiller fra Australien.